# Daria Bocciarelli
Daria Bocciarelli (Parma, 6 marzo 1910 – Roma, 27 dicembre 2006) è stata una fisica italiana che contribuì in maniera rilevante alla ricerca con la microscopia elettronica nel campo della fisica medica.

## Biografia
Nata il 6 marzo 1910 a Parma da famiglia veneta-friulana, il padre Bruno Bocciarelli era ufficiale dell'esercito. 
Laureata in fisica nel 1931 all'Università di Firenze, inizia la sua carriera come assistente di Bruno Rossi e di Giuseppe Occhialini, al laboratorio di Arcetri collabora con Gilberto Bernardini e Giulio Racah per confutare la teoria dominante sulla natura elettromagnetica dei raggi cosmici, anche attraverso la costruzione di apparati strumentali (geiger). 
Nel 1938 si trasferisce all'Istituto Superiore di Sanità di Roma dove realizza, con Edoardo Amaldi, Franco Rasetti e Giulio Cesare Trabacchi, un acceleratore elettrostatico per la ricerca e produzione di sostanze radioattive artificiali per uso medico; nel 1941 effettua alcune ricerche sulla radioattività ad Ischia, ospite dell’industriale Leopoldo Parodi Delfino. 
Nel 1939 il Direttore del Laboratorio di Fisica Giulio Cesare Trabacchi e Daria Bocciarelli vanno in Germania per ordinare un microscopio elettronico Siemens (che lei studia in 6 giorni invece dei 6 mesi previsti), il quale venne però requisito nel 1943 dai tedeschi: lo smontano, studiano e ricostruiscono in una notte prima di consegnarlo, poi nel 1946 costruiscono il primo microscopio elettronico italiano, che fu per anni punto di riferimento per molti ricercatori in Italia. 
Nel 1945 sposa Sergio Steve, professore di scienza delle finanze all’Università di Roma. 
Nel 1958 la direzione del Laboratorio di Fisica passa prima a Mario Ageno (con Daria vice ed a capo del reparto di microcopia elettronica) e qualche anno dopo a Daria Bocciarelli. Nel 1959 Daria succede a Trabacchi anche alla presidenza della Società Italiana di Microscopia Elettronica. Collabora con lei in quel periodo all’ISS Nella Mortara. La sua carriera presso l'Istituto durò fino al 1975, quando andò  in pensione. 
È morta nella sua casa a Roma il 27 dicembre 2006.

## Riconoscimenti
Nel 1987 fu insignita dall’Accademia Nazionale delle Scienze, detta dei XL, del premio Domenico Marotta per la ragguardevole attività svolta presso l'Istituto Superiore di Sanità. 